# Jerry Keller
Jerry Keller (* 20. Juni 1937 in Fort Smith, Arkansas) ist ein US-amerikanischer Songschreiber, der als Interpret mit seinem Nummer-eins-Hit „Here Comes Summer“ als One-Hit-Wonder in die Popgeschichte einging.

## Karriere
Mit sechs Jahren war Keller mit seiner Familie nach Tulsa umgezogen, wo er schon in der ersten Hälfte der 1950er Jahre eine Band mit dem Namen The Lads of Note gründete. Die Band gewann einen Talentwettbewerb, wodurch sie kurzzeitig Auftritte mit der Jack Dalton Band im Mittleren Westen der USA bekamen. Ab 1955 arbeitete Keller fast ein Jahr lang als Discjockey in Tulsa. 1956 ging er nach New York, um sein Glück als Sänger zu versuchen. Hier lernte er in seiner Kirche Pat Boone kennen, der ihm einen Kontakt zu Kapp Records vermittelte.
1959 konnte er mit seiner ersten Single seinen einzigen Hit als Sänger feiern. „Here Comes Summer“ war ein US-Sommerhit, der bis auf Platz 14 vorstieß; nach Großbritannien kam er erst im Herbst, was seiner Beliebtheit keinen Abbruch tat – am 9. Oktober 1959 eroberte er Platz eins der Top 20.
Keller nur als One-Hit-Wonder zu sehen, täte ihm aber unrecht. Als Songschreiber war er sehr erfolgreich, mehrere Lieder, an deren Entstehung er beteiligt war, wurden Hits für andere Interpreten:
- „Almost There“, Platz 67[2] für Andy Williams (geschrieben mit Gloria Shayne; aus dem Film „So bändigt man Eva“, Originaltitel „I'd Rather Be Rich“, 1964)
- „Turn Down Day“, Platz 16[3] für The Cyrkle (mit Dave Blume, 1966)
- „How Does It Go?“ für Ricky Nelson (mit Jay Goodis, 1965)
- „A Man and a Woman“: zu Francis Lais Titelsong des Films „Un homme et une femme“ schrieb er den englischen Text; als „A Man and a Woman“ wurde das Lied von Künstlern wie Matt Monro, Ella Fitzgerald, Engelbert, Johnny Mathis und José Feliciano aufgenommen.

Schon 1961 hatte er für diverse Folgen der Fernsehserie Everglades die Musik geschrieben. Als Filmkomponist schrieb er Soundtrackmusik für „Es geschah um 8 Uhr 30“ („I Saw What You Did“, 1965), „Lebe das Leben“ („Vivre pour vivre“, 1967), „The Shakiest Gun in the West“ (1968) und „Angel in My Pocket“ (1969).
Während der 1970er und 1980er war er einer der gefragtesten Sänger für Fernsehjingles. Im Film trat er in einer Cameorolle als Orchesterleiter in „You Light Up My Life“ (1977) sowie in „Wenn ich dich wiedersehe“ („If I Ever See You Again“, 1978) auf.
1970 wurde „Here Comes Summer“ – diesmal im Sommer – erneut ein Hit in Großbritannien; die Single mit einer Coverversion der Dave Clark Five stieg im Juli 1970 bis auf Platz 44.